# Be yourself (アルバム)
『be yourself』（ビー・ユアセルフ）は、日本のAORバンドであるカルロス・トシキ&オメガトライブの2枚目、1986オメガトライブから数えると通算4枚目のオリジナル・アルバム。

## 解説
前作『DOWN TOWN MYSTERY』にゲストコーラスで参加したジョイ・マッコイが1988年7月に新メンバーとして正式加入、4人となって初めてのオリジナル・アルバムとなった。
前作まで収録曲が9曲であったが、本作では10曲収録されている。
本作ではそれまでのプロデューサーの藤田浩一と、編曲家の新川博の2名によりプロデュースされ、編曲は全曲、新川が行なっている。
事務所の先輩で杉山清貴&オメガトライブや菊池桃子の作品を多く手がけた林哲司、新たな作曲家として羽場仁志、ホーン・アレンジにJerry Heyを起用。それまで以上にバラエティに富んだ作家陣の起用となっている。さらに、杉山清貴が1曲提供している。
ミキシング・エンジニアは、前作の「“DAYLIGHT” VERSION」を手がけた内沼映二。
メンバーのオリジナル曲はカルロス・西原・高橋の3人の共作で2曲、西原の単独名義で1曲収録されている。3人の共作品の収録は、このアルバムが初めてとなる。

## 補足事項
レコーディングクレジットのスペシャル・サンクスの欄に「Kouji Kikkawa」とあるが、本作のミックスを担当した内沼映二らエンジニアが多数所属する会社「ミキサーズ・ラボ」の一員であった吉川浩司の事であり、ミュージシャンである吉川晃司とは同姓同名の別人である。
オメガトライブのアルバムではレコーディングに参加したスタジオ・ミュージシャンは原則クレジットされていないが、本作では例外的にスペシャル・サンクス欄に参加ミュージシャン（ジョン・ロビンソン、ネイザン・イースト、エイブラハム・ラボリエル、ポール・ジャクソンJr.、マイケル・ランドウ他）の名前が記載されている。

## 収録曲
全編曲: 新川博
1. 失恋するための500のマニュアル
  - 作詞: 売野雅勇、ポルトガル語chorus詩: カルロス・トシキ、作曲: Carlos,Toshi,Shinji
    - ブラジルのサンバの雰囲気を取り入れた作風となっている。
2. Half An Apple
  - 作詞: 田口俊、作曲: 羽場仁志、ホーンアレンジ: JERRY HEY
3. 1000 Love Songs
  - 作詞: 田口俊、作曲: Carlos,Toshi,Shinji
4. Subway Stories
  - 作詞: 田口俊、作曲: 羽場仁志、ホーンアレンジ: JERRY HEY
    - リードボーカルはジョイが担当、サビの部分はカルロスが担当。
5. Be Yourself
  - 作詞: 売野雅勇、作曲: 林哲司
    - 第一生命『リード21』・『エスコート21』CFイメージソング
    - アルバム・タイトルと異なり、「B」と「Y」の頭文字が大文字である。
6. アクアマリンのままでいて
  - 作詞: 売野雅勇、作曲: 和泉常寛、ホーンアレンジ: JERRY HEY
    - アルバムバージョンとして、リミックスを施し収録。
7. 太陽を追いかけて
  - 作詞: 青木久美子、作曲: 西原俊次
8. Body Works
  - 作詞: 売野雅勇、作曲: 林哲司、ホーンアレンジ: JERRY HEY
9. Innocent Dreamer
  - 作詞: 売野雅勇、作曲: 和泉常寛
  - カルロスがメインボーカルであるが、一部を高島とジョイが担当した。
10. Last Train
  - 作詞: 田口俊、作曲: 杉山清貴

- 「Innocent Dreamer」と「Last Train」はメドレー形式となっているため、2曲はつながった状態で収録されている。

## 2022年リマスター再発盤

### 解説
『be yourself （+6）』として2022年2月9日にタワーレコード限定で再発売された。
2022年最新リマスターを施しボーナス・トラックを6曲追加している。
この音源は音楽配信にも対応している。

### 収録曲
1. 失恋するための500のマニュアル
2. Half An Apple
3. 1000 Love Songs
4. Subway Stories
5. Be Yourself
6. アクアマリンのままでいて（Album Version）
7. 太陽を追いかけて
8. Body Works
9. Innocent Dreamer
10. Last Train
11. アクアマリンのままでいて（Single version）＜Bonus Tracks＞
12. 海流のなかの島々＜Bonus Tracks＞
13. アクアマリンのままでいて（Single version）（Instrumental）
14. 太陽を追いかけて （Instrumental）＜Bonus Tracks＞
15. Inocent Dreamer （Instrumental）＜Bonus Tracks＞
16. Last Train （Instrumental）＜Bonus Tracks＞